# 伯利恒鋼鐵
伯利恒鋼鐵（Bethlehem Steel Corporation）是美國第二大鋼鐵生產公司，也是最大造船企業，總部位於賓夕法尼亞州伯利恒。

## 历史
伯利恆鋼鐵公司和子公司伯利恆船舶工業公司，是美國兩個最強大的工業生產公司，領先地位的象徵。他們的倒閉通常被認為是美國經濟的轉變，因為無法與廉價的外國勞動力競爭。
美國鋼鐵工業發生其他問題，最終導致該公司的破產。在2001年的衰退後，該公司解散，在2003年出售給國際鋼鐵集團。在2005年，米塔爾鋼鐵公司與國際鋼鐵集團合併，結束了美國人擁有伯利恆鋼鐵公司的資產所有權。